# Жилой дом специалистов «Свирьстроя»
Жилой дом специалистов «Свирьстроя» — памятник архитектуры. Расположен в Санкт-Петербурге, современный адрес дома — Малый проспект Петроградской стороны, 84-86 / Плуталова улица / Ординарная улица. Последнее здание города, построенное в стиле конструктивизма.
Здание построено в 1933—1938 годах по проекту И. Г. Явейна, выигравшего закрытый конкурс. Лицевой фасад обращён на Малый проспект, расположен в глубине участка, перед ним находится курдонёр. По оси здания сделан высокий (двухэтажный) проезд, корпуса здания вместе образуют в плане неправильную букву «Н».
В корпусе вдоль Плуталовой улицы квартиры 2-3хкомнатные, вдоль Малого проспекта в основном расположены четырёхкомнатные квартиры. Седьмой этаж планировался под общежитие, но на 1939 год был перепланирован под двухкомнатные квартиры. Корпус Ординарной улицы состоит из трёхкомнатных секций. Северо-восточная часть здания с общественными помещениями на первом этаже и жилым пятиэтажным корпусом не была построена.
В окраске здания сочетается тёмно-красный фактурный фон и светло-серые детали (в изначальном проекте предполагались сине-зелёный фон и светло-серая штукатурка с мраморной крошкой и насечкой). На углу здания сделаны лоджии с балконами. В композиции курдонёра использован мотив больших профилированных рам. Торцы боковых крыльев вертикально разделены на полосу лоджий и глухую поверхность, по верху которой сделаны горельефы на электротехническую тему. На плоских крышах крыльев на тонких столбах расположены навесы-солярии. Балконы здания разнообразны по типу, способам группировки и деталям. Со стороны дворов выделены остекленные лестничные клетки.
На доме расположена мемориальная доска в честь Иосифа Ефимовича Хейфица. О жизни в доме во время блокады написана книга Павла Лукницкого «Сквозь всю блокаду».
В 2024 году отмечалось плохое состояние здания.